# 파르티잔스케구

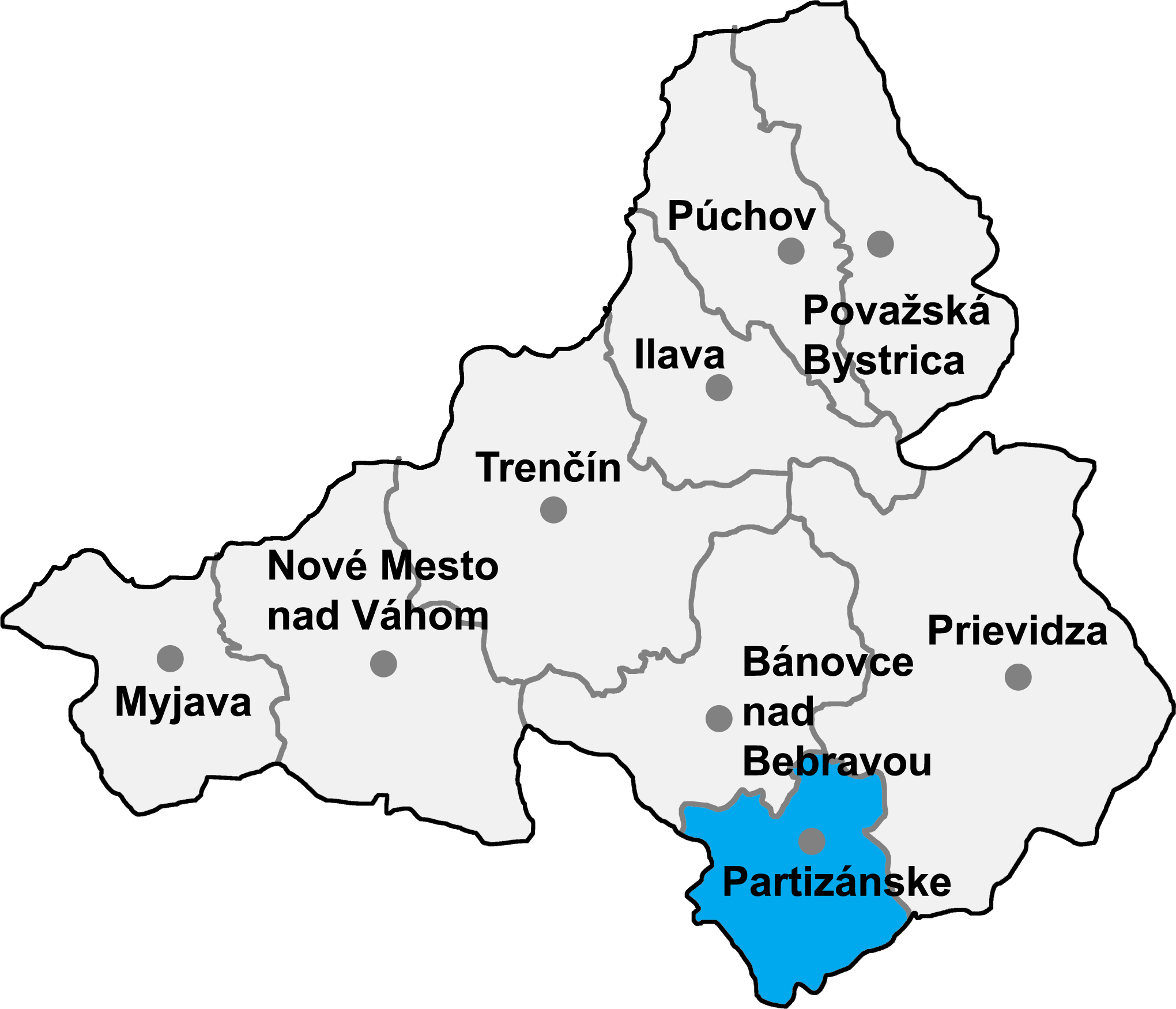
파르티잔스케구의 위치

파르티잔스케구(슬로바키아어: Okres Partizánske)는 슬로바키아 트렌친주를 구성하는 9개 구 가운데 하나로 행정 중심지는 파르티잔스케이며 면적은 301.03km2, 인구는 46,462명(2014년 기준), 인구 밀도는 154.34명/km2이다.
트렌친주 남부에 위치하며 23개 지방 자치체(1개 시, 22개 마을)를 관할한다. 북쪽으로는 바노우체나트베브라보우구, 동쪽으로는 프리에비자구, 남동쪽으로는 반스카비스트리차주 자르노비차구, 남쪽으로는 니트라주 즐라테모라우체구, 서쪽으로는 니트라주 토폴차니구와 접한다.